# North Bay (Stany Zjednoczone)
North Bay – wieś w Stanach Zjednoczonych, w stanie Wisconsin, w hrabstwie Racine.